# Telč
Telč (pronuncia: /tɛlʧ/; tedesco Teltsch) è una città della Repubblica Ceca, facente parte del distretto di Jihlava, nella regione di Vysočina. In città si può ammirare un castello ed una lunga piazza su cui si affacciano case in stile rinascimentale, la cui particolarità è di avere tutte la stessa altezza e la stessa superficie. Dal 1992 il centro storico è un patrimonio dell'umanità dell'UNESCO.

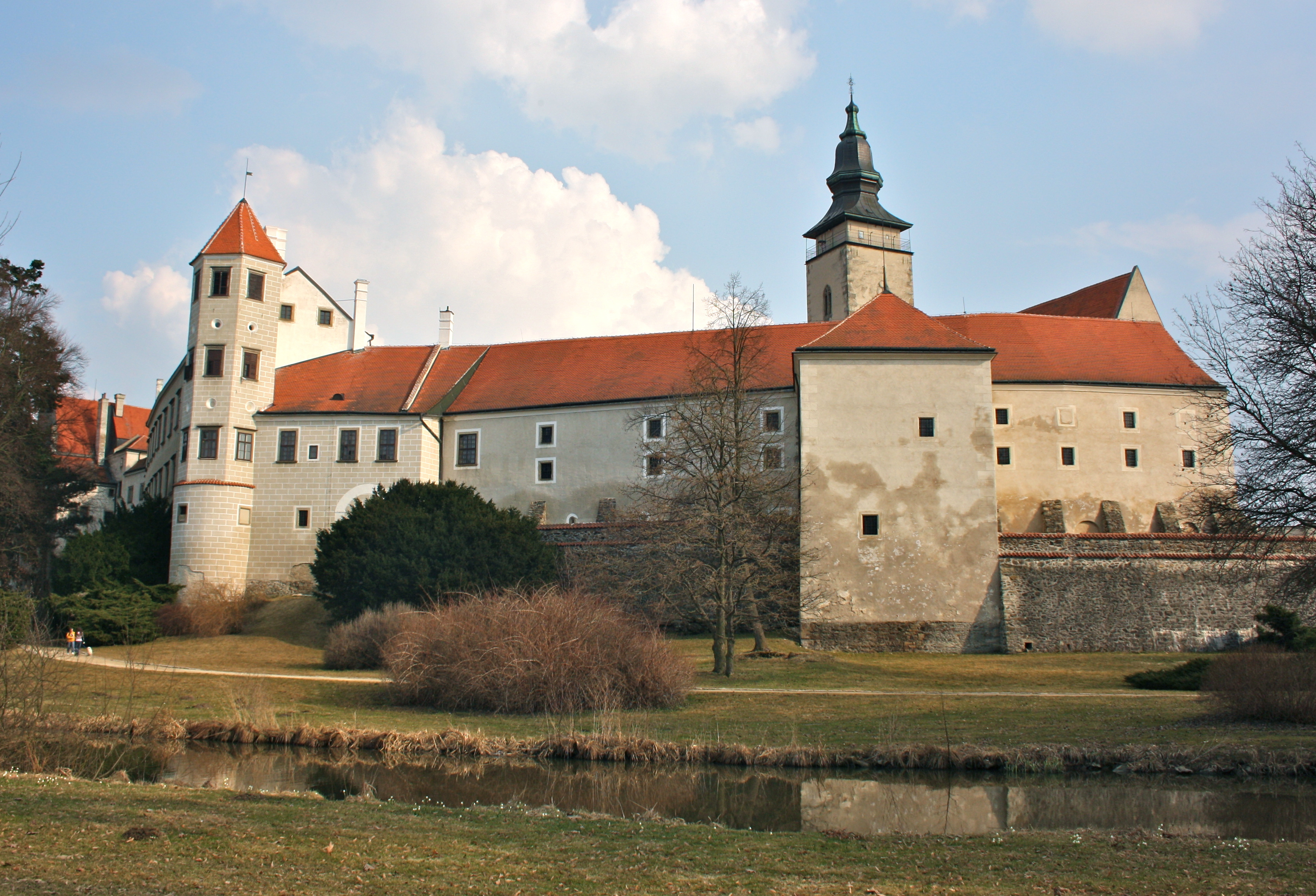
Castello di Telč

Telč venne fondata nella metà del quattordicesimo secolo; le torri in stile romanico della chiesa dello Spirito Santo mostrano che in questo luogo si trovava un precedente insediamento. Le mura cittadine e la Chiesa dell'Ascensione della Vergine sono in stile gotico. Secondo il censimento del 1930, a Telč vivevano 4.270 abitanti. 4.182 abitanti dichiararono la nazionalità cecoslovacca e 29 la nazionalità tedesca, e secondo la religione 3.924 cattolici romani, 169 evangelici, 32 membri della Chiesa ussita cecoslovacca e 78 ebrei.

## Monumenti e luoghi d'interesse
- Castello di Telč. Il complesso rinascimentale fu costruito, sulle fondamenta di una fortezza originariamente gotica, a metà del XVI secolo su disegno dell'architetto Leopold Estereicher. A volere il castello fu l'umanista Zaccaria di Hradec, della nobile casata degli Hradec (in tedesco Herren von Neuhaus); a lui è stata in seguito dedicata la piazza della città. Alcuni decenni più tardi il castello venne modificato sotto la direzione del ticinese Baldassare Maggi.[4] Gli interni del castello custodiscono decorazioni prezione e collezioni di oggetti d'arte dall'epoca di Zaccaria di Hradec fino a quella di Vilém Slavata e poi delle famiglie Liechtenstein-Kastelkorn e Podstatzky. Si possono visitare anche le stanza private della famiglia Podstatzky, i giardini e il parco.[5] Nel ballatoio del giardino del castello è allestita una esposizione permanente della Galleria Nazionale di Praga dedicata a Jan Zrzavý: è presentata una parte importante delle opere del famoso pittore ceco (1890–1977).[6]
- Casa Lanner
- Municipio di Telč
- Quartiere ebraico. La città di Telč fu sede di una fiorente comunità ebraica, distrutta durante lo sterminio nazista. Sono sopravvissute la sinagoga e il cimitero.
- Chiesa di Sant'Anna

## Nella cultura di massa
Nel 1963 il regista Vojtěch Jasný girò a Telč il film C'era una volta un gatto. Nel 1979 vi si tennero le riprese di  Woyzeck, di Werner Herzog.
Diversi film cechi di genere fiabesco furono girati nel castello di Telč, tra i quali Pyšná princezna (1952) e Z pekla štěstí (1999).

## Amministrazione

### Gemellaggi
- Belp
- Figeac
- Rothenburg ob der Tauber
- Šaľa
- Waidhofen an der Thaya
- Wilber